# Cameron (Texas)
Cameron é uma cidade localizada no estado norte-americano de Texas, no Condado de Milam.

## Demografia
Segundo o censo norte-americano de 2000, a sua população era de 5634 habitantes.
Em 2006, foi estimada uma população de 5855, um aumento de 221 (3.9%).

## Geografia
De acordo com o United States Census Bureau tem uma área de
11,0 km², dos quais 11,0 km² cobertos por terra e 0,0 km² cobertos por água. Cameron localiza-se a aproximadamente 144 m acima do nível do mar.

## Localidades na vizinhança
O diagrama seguinte representa as localidades num raio de 28 km ao redor de Cameron.